# Campeonato mundial de hockey sobre patines femenino de 2012
El XI Campeonato mundial de hockey sobre patines femenino se celebró en Recife, Brasil, entre el 10 de noviembre de 2012 y el 17 de noviembre de 2012.
En el torneo, realizado en Recife, participaron las selecciones de hockey de 14 países, repartidas en la primera ronda en 4 grupos.
La final del campeonato fue disputada por las selecciones de Francia y España, campeona de cuatro mundiales. El partido lo ganó Francia por 4 goles a 3.
En tanto, el equipo de Colombia obtuvo el tercer lugar al derrotar por 3:2 al seleccionado de Portugal.

## Equipos participantes
14 seleccionados nacionales participaron del torneo, de los cuales 6 equipos eran de América, 6 eran de Europa y 2 eran asiáticos.
| Alemania       | España   | Japón      | Suiza   |
| Argentina      | Chile    | India      | Uruguay |
| Brasil         | Colombia | Inglaterra |         |
| Estados Unidos | Francia  | Portugal   |         |

## Resultados

### Grupo A
| Equipo         | Pts | PJ | PG | PE | PP | GF | GC | Dif |
| -------------- | --- | -- | -- | -- | -- | -- | -- | --- |
| Chile          | 6   | 2  | 2  | 0  | 0  | 16 | 4  | 12  |
| Argentina      | 3   | 2  | 1  | 0  | 1  | 10 | 6  | 4   |
| Estados Unidos | 0   | 2  | 0  | 0  | 2  | 3  | 19 | -16 |

| Chile     | 11:2 | Estados Unidos |
| Argentina | 8:1  | Estados Unidos |
| Chile     | 5:2  | Argentina      |

### Grupo B
| Equipo   | Pts | PJ | PG | PE | PP | GF | GC | Dif |
| -------- | --- | -- | -- | -- | -- | -- | -- | --- |
| Portugal | 6   | 2  | 2  | 0  | 0  | 9  | 2  | 7   |
| Francia  | 3   | 2  | 1  | 0  | 1  | 6  | 5  | 1   |
| Suiza    | 0   | 2  | 0  | 0  | 2  | 2  | 10 | -8  |

| Portugal | 6:0 | Suiza   |
| Francia  | 4:2 | Suiza   |
| Portugal | 3:2 | Francia |

### Grupo C
| Equipo     | Pts | PJ | PG | PE | PP | GF | GC | Dif |
| ---------- | --- | -- | -- | -- | -- | -- | -- | --- |
| España     | 9   | 3  | 3  | 0  | 0  | 39 | 2  | 37  |
| Brasil     | 6   | 3  | 2  | 0  | 1  | 9  | 7  | 2   |
| Uruguay    | 3   | 3  | 1  | 0  | 2  | 5  | 14 | 9   |
| Inglaterra | 0   | 3  | 0  | 0  | 3  | 1  | 23 | -22 |

| Brasil  | 1:0  | Uruguay    |
| España  | 12:0 | Inglaterra |
| España  | 12:0 | Uruguay    |
| Brasil  | 6:0  | Inglaterra |
| Uruguay | 5:1  | Inglaterra |
| España  | 7:2  | Brasil     |

### Grupo D
| Equipo   | Pts | PJ | PG | PE | PP | GF | GC | Dif |
| -------- | --- | -- | -- | -- | -- | -- | -- | --- |
| Colombia | 9   | 3  | 3  | 0  | 0  | 16 | 2  | 14  |
| Alemania | 6   | 3  | 2  | 0  | 1  | 17 | 2  | 15  |
| India    | 3   | 3  | 1  | 0  | 2  | 4  | 17 | -13 |
| Japón    | 0   | 3  | 0  | 0  | 3  | 3  | 19 | -16 |

| Colombia | 7:0 | India    |
| Alemania | 9:0 | Japón    |
| Alemania | 8:0 | India    |
| Colombia | 7:1 | Japón    |
| India    | 4:2 | Japón    |
| Colombia | 2:1 | Alemania |

## Fase final
|  | Cuartos de final | Cuartos de final |          |          | Semifinales  | Semifinales  |  |  | Final | Final |
|  |                  |                  |          |          |              |              |  |  |       |       |
|  |                  |                  |          |          |              |              |  |  |       |       |
|  |                  |                  |          |          |              |              |  |  |       |       |
|  | España           | 3                |          |          |              |              |  |  |       |       |
|  | España           | 3                |          |          |              |              |  |  |       |       |
|  | Alemania         | 1                |          |          |              |              |  |  |       |       |
|  | Alemania         | 1                | España   | 4        |              |              |  |  |       |       |
|  |                  |                  | España   | 4        |              |              |  |  |       |       |
|  |                  | Portugal         | 3        |          |              |              |  |  |       |       |
|  | Argentina        | Portugal         | 3        | 0        |              |              |  |  |       |       |
|  | Argentina        |                  |          | 0        |              |              |  |  |       |       |
|  | Portugal         | 2                |          |          |              |              |  |  |       |       |
|  | Portugal         | 2                | España   | 3        |              |              |  |  |       |       |
|  |                  |                  | España   | 3        |              |              |  |  |       |       |
|  |                  | Francia          | 4        |          |              |              |  |  |       |       |
|  | Colombia         | Francia          | 4        | 3        |              |              |  |  |       |       |
|  | Colombia         |                  |          | 3        |              |              |  |  |       |       |
|  | Brasil           | 0                |          |          |              |              |  |  |       |       |
|  | Brasil           | 0                | Colombia | 0        | Tercer lugar | Tercer lugar |  |  |       |       |
|  |                  |                  | Colombia | 0        |              |              |  |  |       |       |
|  |                  | Francia          | 1        |          |              |              |  |  |       |       |
|  | Chile            | Francia          | 1        | 1        | Portugal     | 2            |  |  |       |       |
|  | Chile            |                  |          | 1        | Portugal     | 2            |  |  |       |       |
|  | Francia          | 6                |          | Colombia | 3            |              |  |  |       |       |
|  | Francia          | 6                |          |          | 3            |              |  |  |       |       |
|  |                  |                  |          |          |              |              |  |  |       |       |
|  |                  |                  |          |          |              |              |  |  |       |       |

## Clasificación final
| Posición | Equipos        |
| -------- | -------------- |
|          | Francia        |
|          | España         |
|          | Colombia       |
| 4        | Portugal       |
| 5        | Alemania       |
| 6        | Chile          |
| 7        | Argentina      |
| 8        | Brasil         |
| 9        | Suiza          |
| 10       | Estados Unidos |
| 11       | Japón          |
| 12       | Uruguay        |
| 13       | Inglaterra     |
| 14       | India          |

## Top Goleadoras
Top 12 goles
- Natasha Lee
- Stephanie Moor

Top 10 goles
- Tatiana Malard

Top 9 goles
- María Díez
- Francisca Donoso

Top 7 goles
- Maren Wichardt

Top 6 goles
- Catalina Acevedo
- Andrea Rodríguez
- Laura La Rocca
- Tanja Kammermann

Top 5 goles
- Yolanda Font
- Rute Lopes
- Marlene Sousa
- Yanina Defilche
- Erin House
- Autumn Lee
- Kirsty Ingham
- Yasndeep Kaur

Top 4 goles
- Anna Casarramona
- Macarena Ramos
- Fernanda Urrea
- Luciana Giunta
- Erica Bueno
- Mariana Cabral
- Daniela Senn
- Kimberley Hughes
- Kaori Ito
- Ana Noelia Trinidate
- Mandeep Kaur